# 百済王明信

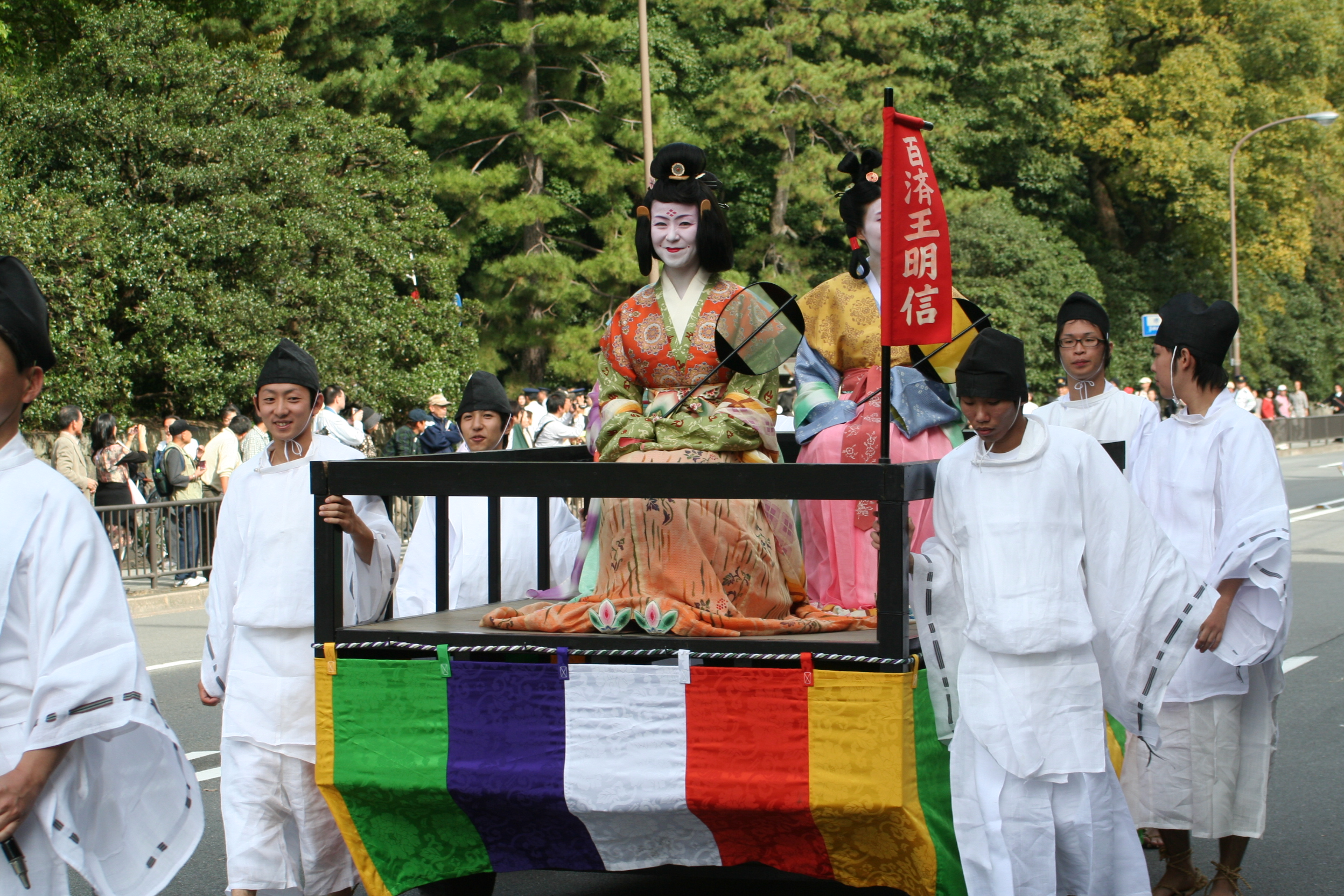
時代祭りの百済王明信

百済王 明信（くだらのこにきし みょうしん / めいしん、生年不詳 - 弘仁6年10月15日（815年11月19日））は、奈良時代から平安時代初期にかけての女官。

## 生涯
桃園右大臣藤原継縄に嫁ぎ、乙叡を生む。
宝亀元年（770年）正五位下、宝亀6年（775年）正五位上、宝亀11年（780年）従四位下、天応元年（781年）従四位上、延暦2年（783年）正四位下、同年に正四位上とつづけて昇叙される。延暦6年（787年）高椅津への行幸の帰りに従三位に叙される。延暦16年（797年）には尚侍を賜る。2年後に正三位に昇る。弘仁6年（815年）10月に没。従二位であった。

### 桓武天皇との関係
桓武天皇は百済からの諸蕃系氏族を重用してきたが、特に明信は天皇の寵愛を受けていた。『日本後紀』によると、延暦14年（795年）4月1日の宴にて天皇が、
いにしえの野中古道あらためばあらたまらんや野中古道
と古歌を誦し、明信に対して返歌を求めた。しかし明信はこれができなかったので、天皇は明信に代わって
きみこそは忘れたるらめにぎ珠のたわやめ我は常の白珠
と詠んだという。また、明信の息子の乙叡の薨伝には、「…母尚侍百濟王明信被帝寵渥。」とあり、ここからも明信が天皇に寵愛されていたことが窺える。